# オシコト州
オシコト州はナミビアの14の州のうちの一つ。